# Uzari
Yuri Navrotsky (en bielorruso: Юрый Наўроцкі, y en ruso: Юрий Навроцкий; Minsk, República Socialista Soviética de Bielorrusia, Unión Soviética, 11 de mayo de 1991), más conocido como Uzari, es un cantante y compositor bielorruso que, junto con Maimuna, representó a Bielorrusia en el Festival de la Canción de Eurovisión 2015 con la canción «Time».

## Carrera
Previamente, Uzari compitió en una final nacional para representar a Bielorrusia en 2012 con la canción "El ganador", quedando en el 5.º puesto, y en 2013 con la canción "Secret", quedando en el 8.º puesto. Fue corista junto a Anastasia Vinnikova en el Festival de la Canción de Eurovisión 2011.

### Festival de la Canción de Eurovisión 2015
Uzari y Maimuna representaron a Bielorrusia en el Festival de la Canción de Eurovisión 2015, no logrando el pase a la final al obtener la decimosegunda posición en la primera semifinal del certamen.